# Lost Eden
Lost Eden is een computerspel dat werd ontwikkeld door Cryo Interactive en uitgegeven door Philips en Virgin. Het spel kwam in 1995 uit voor een aantal platforms waaronder de Philips CD-i.

## Plot
De speler speelt als het personage Adam. Hij leeft in het land Mo, een land waar naast mensen ook dinosaurussen leven. In het land worden enorme citadels gebouwd onder leiding van de overgrootvader De Architect. Doordat De Architect het contact met dinosaurussen verbrak en de citadels sloopte, kreeg de slechtaardige Moorkus Rex kans om met zijn leger van Tyrannosaurussen de macht te grijpen en een enorme slachting aan te richten. De moeder van en zuster van Adam zijn vermoord en zijn vader heeft zich verscholen in de laatst overgebleven citadel. Het is aan Adam om het contact tussen de mensen en dinosaurussen te herstellen en Moorkus Rex te overwinnen.

## Platforms
| Jaar | Platform                  |
| ---- | ------------------------- |
| 1995 | 3DO, CD-i, DOS, Macintosh |
| 1996 | PC-98                     |

## Ontvangst
| Beoordeeld door      | Platform  | Datum            | Score |
| -------------------- | --------- | ---------------- | ----- |
| The DOS Spirit       | DOS       | 1 mei 2011       | 100%  |
| Coming Soon Magazine | DOS       | maart 1995       | 90%   |
| PC Gamer             | DOS       | juni 1995        | 89%   |
| neXGam               | CD-i      | 27 december 2009 | 88%   |
| Joystick (Frans)     | CD-i      | oktober 1995     | 85%   |
| MikroBitti           | DOS       | mei 1995         | 78%   |
| PC Games (Duitsland) | DOS       | mei 1995         | 71%   |
| Quandary             | DOS       | augustus 1995    | 60%   |
| Freak                | DOS       | juli 1995        | 60%   |
| Just Adventure       | Macintosh | 1996             | 58%   |